# فهرست‌های شهرهای فلسطین
صفحات زیر، فهرست شهرهای فلسطین را نشان می‌دهند:
- فهرست شهرهای فلسطین
- فهرست شهرهای نوار غزه
- فهرست شهرک‌های اسرائیلی

شهرک‌های کوچک‌تر در فلسطین، به صورت شهرداری یا به صورت شورای روستا، اداره می‌شوند.